# Gabrielli (famiglia)
Gabrielli è una famiglia italiana di comici particolarmente apprezzata nel Cinquecento e nel Seicento.

## Storia
Il capostipite fu Giovanni, morto prima del 1611, che recitò nelle piazze col nome di Sivello, in commedie nelle quali era l'unico interprete, raffigurando i vari personaggi, ora con una maschera e talvolta senza.
Suo figlio, Francesco Gabrielli, fu se non proprio il creatore di Scapino, colui che rese popolare in Italia e in Francia questo 'Zanni bianco', svelto di cervello e di gambe e assolutamente privo di scrupoli che sarebbe poi stato protagonista di una farsa di Molière.
Francesco fece poi parte delle Compagnie dei Confidenti, dei Fedeli (con i quali fu nel 1624 a Parigi assieme a G. B. Andreini) e degli Accesi.
Francesco ebbe una figlia, Giulia, che recitò col nome di Diana e fu a Parigi nel 1645 e anche un figlio, Girolamo, apprezzato Pantalone della seconda metà del XVII secolo.